# Hlöðskviða

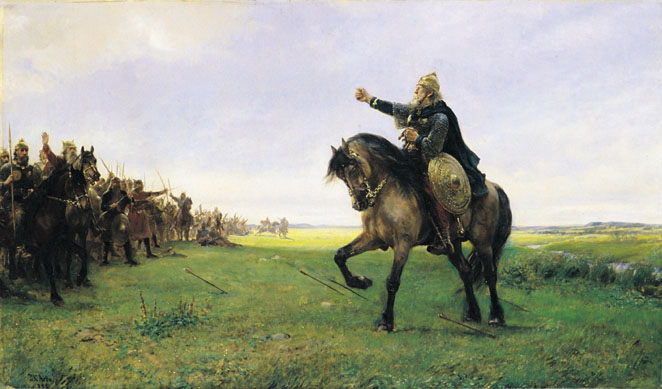
Gizur desafía a los hunos por Peter Nicolai Arbo, 1886.

Hlöðskviða o La batalla de los godos y los hunos es en ocasiones contado entre los poemas de la Edda poética. Se ha preservado como diferentes estrofas intercaladas en el texto de la Hervarar saga ok Heiðreks (capítulos 13 y 14, estando las estrofas numeradas del 1 al 32, intercaladas con el texto en prosa). En general se acepta que el texto en un principio era una poesía separada. La longitud del texto preservado es de 233 líneas, constituyendo esto solamente un fragmento de un poema mucho mayor en extensión.
El poema relata que Heiðrekr, rey de los godos, tuvo dos hijos, Angantyr y Hlöðr. Sólo Angantýr era hijo legítimo, de modo que fue quien heredó el reino de su padre. Hlöðr, cuya madre era la hija de Humli, rey de los hunos, y que nació y creció entre ellos, reclamaba la mitad de la herencia, Angantýr se niega a dividir su reino y tiene lugar una guerra, que cobraría las vidas primero de Hervör, su hermana, y luego del propio Hlöðr.
La primera estrofa lista gobernadores:
| Ár kváðu Humla Húnum ráða, Gizur Gautum, Gotum Angantý, Valdarr Dönum, en Völum Kíarr, Alrekr inn frækni enskri þjóðu. | "De tiempo atrás, va el relato, cuando Humli gobernaba a los hunos Gizur a los gautas Angantyr a los godos Valdar a los daneses César a los Walha y el valiente Alrek la nación inglesa" |

Valdar es llamado rey de los daneses en Guðrúnarkviða II; Saxo Grammaticus menciona a Humblus hijo de Danus, como el primer rey de los daneses, pero Humli en este contexto es identificado con Atila.
Tras la muerte de Heidrek, Hlod viaja a Arheimar a reclamar la mitad del reino de los godos como su herencia. En la reclamación de Hlod (estrofa 10) se hace mención a un bosque en la frontera que separa a los godos de los hunos, y a una "tumba sagrada" la cual aparentemente es un importante santuario para los godos, pero cuyos orígenes son desconocidos.
| Hrís þat it mæra, er Myrkvið heita, gröf þá ina helgu, er stendr á Goðþjóðu, stein þann inn fagra, er stendr á stöðum Danpar, halfar herborgir, þær er Heiðrekr átti, lönd ok lýða ok ljósa bauga. | El famoso bosque llamado Myrkviðr, allí en la tumba sagrada en la ruta de los godos aquella famosa roca en los bancos del Dniéper y la mitad del arsenal de guerra que era tierra y gente de Heidrek y dorados anillos. |

Angatyr ofrece a Hlod un tercio de su reino, y Gizur, el rey gauta y padre adoptivo de Heidrek, afirma que esto es mucho más de lo que puede pretender el hijo de una esclava. En el regreso de Hlöd al reino de los hunos, su abuelo Humli se enfurece y reúne el ejército de los hunos.
El poema finaliza con Angantýr dando muerte a su hermano (estrofa 32):
| Bölvat es okkr, bróðir, bani em ek þinn orðinn; þat mun æ uppi; illr er dómr norna. | Tenemos una maldición, hermano, me he convertido en tu asesino y nuevamente es cierto el cruel pronunciamiento de las nornas. |